# Synertek SYM-1
Il Synertek SYM-1 è un microcomputer prodotto da Synertek nel 1978, basato sul microprocessore MOS 6502. Originariamente denominato VIM-1 (Versatile Input Monitor), il nome fu cambiato a metà del 1978 in SYM-1 su pressione di MOS Technology.

## Caratteristiche tecniche
Il SYM-1 derivava dal microcomputer JOLT, un'altra scheda di sviluppo basata sul 6502, progettato da Manny Lemas e Ray Holt, che lo avevano commercializzato tramite la società da loro fondata Microcomputer Associates, che in seguito era stata assorbita da Synertek.
Il SYM-1 era una copia del MOS KIM-1, un popolare microcomputer di sviluppo su singola scheda prodotto da MOS Technology basato anch'esso sul processore 6502, rispetto al quale presentava alcune migliorie, come la presenza di una vera porta seriale RS-232 e la possibilità di funzionare con una singola alimentazione a 5 volt. Integrava inoltre in ROM un vero e proprio monitor in linguaggio macchina, scritto da Manny Lemas, e le routine per gestire le linee di input/output del SYM-1. Metteva a disposizione inoltre 3 zoccoli di espansione per altrettanti chip ROM/EPROM programmabili con altro software. La memoria RAM di base era 1 kB espandibile a 4 mediante l'uso di un'apposita scheda. Il SYM-1 integrava anche un'interfaccia per accedere ad un registratore a cassette alla velocità di 185 byte/secondo, una velocità notevole se paragonata agli 8 byte/secondo permessi dall'interfaccia del KIM-1. Infine aveva integrati dei circuiti buffer per poter gestire dispositivi esterni che operavano a tensioni elevate.
Una caratteristica peculiare del SYM-1 era la possibilità di collegare un oscilloscopio per poter gestire, via software, un'immagine a 32 caratteri di testo.
Synertek vendeva delle ROM da installare sul SYM-1 contenenti diversi software, tra cui un interprete BASIC e un editor/assembler denominato RAE (da Resident Assembler/Editor). Synertek contattò anche una società denominata Eastern House Software per ottenere una versione compatibile con il 6502 del loro Macro Assembler/Editor (MAE), da distribuire su un chip ROM da 8 kB. Il MAE era un assemblatore molto diffuso, venendo distribuito per diverse piattaforme, fra cui il KIM-1 ed altri computer basati sul 6502 di Commodore, Atari ed Apple. Sia il MAE che il RAE erano stati scritti dallo stesso programmatore, Carl Moser, che aveva creato anche un cross-assembler per Motorola 6800 e Intel 8085, a cui Synertek pensò anche per una possibile integrazione nel RAE.
Una delle caratteristiche del SYM-1 era quella di utilizzare una tabella di vettori per indirizzare le routine di sistema allocata nella parte bassa della memoria accessibile dal 6502, che comprendeva anche i vettori per gli interrupt di servizio. Gli utenti potevano richiamare le routine di sistema usando i vettori di questa tabella oppure sostituirle con le proprie semplicemente modificando gli indirizzi dei vettori nelle ROM/EPROM che contenevano il loro software e che installavano nella macchina. Ogni programma vedeva la propria tabella di vettori permettendo agli altri software installati sul SYM-1 di continuare a funzionare correttamente. Questa modalità operativa fu in seguito usata anche dal BBC Micro di Acorn Computers.